# Жилкування
Жилкува́ння — 1) у рослин — характер розташування жилок («нервів») у листкових пластинках.
Існує кілька типів жилкування.
- У дводольних рослин розрізняють: просте жилкування (у дубів, грабів) і пальчасте (у кленів, винограду), а також їхні похідні — пірчасто-сітчасте (у осики) і пальчасто-сітчасте (у рицини).
- У однодольних — паралельне (у злаків, осок) і дугове (у тюльпанів, конвалії).
- у давніших за походженням рослин — дихотомічне (у деяких папоротей, гінкго).
- У багатьох хвойних — одна або кілька поздовжніх жилок.

Жилкування — постійна систематична ознака, що має особливо важливе значення для визначення деревних рослин.
2) У комах — система ниткоподібних хітинових утворів (жилок) у крилі. Число й розміщення жилок — важлива систематична ознака. Вгорі: Біг по колу. Нове дослідження показує, що розподільна мережа взаємопов'язаних петель, як у листка лимона (внизу) краще справляється з ушкодженням (зелена дірка) і змінними навантаженнями, ніж простіша і еволюційно давніша система розподілу в гінгко (вгорі).